# Fokker F28
De Fokker F28 Fellowship is het eerste door Fokker gebouwde verkeersvliegtuig met straalmotoren. Het werd in april 1962 door Fokker aangekondigd. Het toestel is ontworpen voor de korte- en middellange afstand en bood plaats aan 65 passagiers. Het is speciaal ontworpen om van kleinere, regionale vliegvelden te opereren.
Een bijzonderheid in de civiele luchtvaartwereld is de "speedbrake", in de staart ingebouwde remkleppen. Tot dan toe was een dergelijk systeem alleen op militaire toestellen gebruikelijk. 
In de verlengde versie (Mk 2000 en Mk 4000) kan het toestel 85 passagiers vervoeren.
Voor de bouw van het toestel werd samengewerkt met Hamburger Flugzeugbau (voorheen Blohm & Voss), Vereinigte Flugtechnische Werke (VFW) beide uit Duitsland en Short Brothers & Harland uit Belfast (Noord-Ierland). Toeleveranciers waren onder andere: Sundstrand, Westinghouse en Rolls-Royce.
Het eerste prototype, de PH-JHG, is genoemd naar Fokkers chef-ontwerper, J.H. Greidanus. Het maakte zijn eerste vlucht op 9 mei 1967. De bemanning bestond uit de testpiloten Andreas ("Jas") Moll (gezagvoerder), Abe van der Schraaf en boordwerktuigkundige Cees Dik. De vlucht vond plaats vanaf Schiphol en duurde 1 uur en 25 minuten.
In Februari 1969 ontving Kees van Meerten, lid van de Raad van Bestuur van Fokker, het luchtwaardigheidsbewijs voor de F28 van Willem Jan Kruys, directeur-generaal van de Rijksluchtvaartdienst.
Het toestel werd onder andere aangeschaft door de Nederlandse overheid en gebruikt als "Regeringsfellowship". Het was geschilderd in kleuren zoals gebruikelijk bij Martinair, maar dan alleen een oranje bies aan de zijkanten van het toestel en het staatswapen op de romp (onder de cockpit).

## Versies van de F28
- F28 Mk.1000: 97 exemplaren
- F28 Mk.1000C: 4 exemplaren
- F28 Mk.2000: 9 exemplaren
- F28 Mk.3000: 17 exemplaren
- F28 Mk.3000C: 2 exemplaren
- F28 Mk.4000: 112 exemplaren
- F28 Mk.6000: 2 exemplaren1

1 Deze exemplaren zijn eerst gebruikt door Fokker en waren voorzien van vleugelneuskleppen (oftewel slats), daarna geleverd als Mk.2000 aan Air Mauritanie.

## Niet gebouwde projecten
- F28 Mk.5000 (korte versie met vleugelneuskleppen (oftewel slats))
- F28 Mk.6600 (voor de Japanse markt)
- F28 COD (Carrier On-board Delivery) voor de US Navy